# Naky Sy Savané
Pour les articles homonymes, voir Savané.
Naky Sy Savané est une actrice ivoirienne.

## Biographie
Comédienne au théâtre et au cinéma, Naky Sy Savané a tourné avec les plus grands réalisateurs africains. Elle débute très jeune sa carrière avec Bal Poussière d'Henri Duparc.
Elle tourne dans plusieurs longs-métrages et films de télévision et obtient deux prix d'interprétation féminine en 1994, l'un au festival Vues d'Afrique à Montréal, l'autre au festival de Kouriba au Maroc pour son interprétation dans Au nom du Christ de Roger Gnoan M'Bala.
Dans Moolaadé de Sembène Ousmane, elle incarne la griotte.
Parallèlement à sa carrière de comédienne, Naky milite activement pour favoriser l'accès à l'éducation et pour l'émancipation des femmes. Elle mène régulièrement des actions en Côte d'Ivoire pour les plus défavorisés.
Elle a fondé avec kélétigui COULIBALY, Afriki Djigui Theatri,, une structure qui promeut la culture africaine au travers du théâtre, de la danse, des contes, des musiques ou des arts plastiques.
Elle tient le rôle principal dans le premier long-métrage de Fanta Régina Nacro, La Nuit de la vérité où elle incarne une mère inconsolable après la mort de son enfant.

## Filmographie

### Longs métrages
- 1987 : Les Guérisseurs de Sidiki Bakaba
- 1988 : Bal Poussière d'Henri Duparc
- 1990 : Le Sixième Doigt d'Henri Duparc
- 1993 : Au nom du Christ de Roger Gnoan M'bala
- 1997 : La Jumelle de Diaby Lanciné
- 2002 : Moolaadé d'Ousmane Sembène
- 2004 : La Nuit de la vérité de Fanta Régina Nacro
- 2015 : Sans regret de Jacques Trabi
- 2017 : Frontières d'Apolline Traoré
- 2019 : Douze mille de Nadège Trebal : Une assistance maternelle
- 2021 : Le Marchand de sable de Achiepo[4]

### Télévision
- 1990 : Faut pas fâcher, une série télévisée de  Guédéba Martin
- 1994 : Afrique, mon Afrique, de Idrissa Ouedraogo
- 2003 : L'Arbre et l'Oiseau, de Marc Rivière
- 2006 : Comme deux gouttes d'eau
- 2014 : Univitellin de Terence Nance
- 2015 : Saudade de saudade de Sébastien Uria
- 2019 : Cheyenne et Lola de Eshref Reybrouck[4]
- 2020 : Cacao de Alex Ogou

- 2022 : Mariame Diop dans la saison 3 de Lupin sur Netflix

## Prix
Naky Sy Savané a obtenu plusieurs prix dont deux prix d'interprétation féminine en 1994, l'un au festival "Vues d'Afrique" à Montréal au Canada et l'autre au festival de Kouriba au Maroc.
En 1998, elle remporte le prix Kilimandjaro de la meilleure actrice avec la pièce Quiproquo.
En 1999, avec le film La Jumelle, elle obtient le "prix Unicef" au Fespaco et le prix "Témoins des jeunes artistes" à Milan en Italie.

## Théâtre
De 1984 à 1996, Naky va jouer les premiers rôles dans :
- Opération coup de poing,
- En attendant mon grotto (Saïdou Bokoum),
- Les Nègres (Jean Genet),
- Britannicus (Racine),
- La Noce chez les petits bourgeois (Bertolt Brecht),
- Le Cid (Corneille),
- Antigone (Jean Anouilh),
- Ramsès II le Nègre,
- Samory (Thiam A.)
- Cancer positif (Edward Bond) Eva Doumbia

Naky a écrit et mis en scène :
- Quiproquo
- N'dalé paroles de sagesse
- Non à la rue Non à la drogue
- Couvre-feu
- La Colère de Kolotchôlô
- Femmes déchirées.

## Citations
« Le théâtre et le cinéma se complètent : j'y porte ma passion avant toute chose. ».